# Édes kisfiam
Az Édes kisfiam című dal magyarul Cserháti Zsuzsa előadásában vált ismertté 1977-ben. Eredetijének ISWC-kódja T-005.000.905-6. Magyar változat: T-007.189.666-6

## Alkotók
- Ciro Dammicco (Zacar), zene 00007402229
- Bembo Dario Baldan, zene 00064103609
- Alberto Salerno, olasz szöveg 0027311709
- Maurizio Seymandi, olasz szöveg 00028458076
- Francesco Specchia, olasz szöveg 00029303303
- Daniel Sentacruz Ensemble (Soleado címen)
- Michael Holm, német szöveg (Tränen lügen nicht címmel)
- Henri Djian, francia szöveg (on ne vit pas sans se dir)
- Fred Jay (angol szöveg, When a Child is Born címen)
- Bradányi Iván, magyar szöveg (Interested Parties Information-kód: 00004002365)

## Története
A dal eredetije Ciro Dammicco Le Rose Blu (Specchia-Salerno-Dammicco) című slágere 1972-ből. Kódja: T-005.591.082-1
Később, 1974-ben a szerző felhasználta korábbi slágere egy részletét, amit szöveg nélkül, Soleado címen vettek fel. A zenekart csupán női kórus dúdolása kíséri.
A Soleado szó fordítása angolul: Sunny (Napfényes).
A dal elhangzott a Nazareno cruz y el lobo című argentin filmben 1975-ben.
A dalt később sokan feldolgozták, különféle szövegeket írva neki. Talán az egyik legismertebb a Fred Jay által írt When a Child Is Born című változat, amit többek között Johnny Mathis, vagy a Boney M is előadott. Johnny Mathis dalát Amerikában 1976 karácsonyán dobták piacra, ezért sokan karácsonyi dalként tartják számon, mivel a szövegben szó van egy bizonyos gyermek születéséről, akire az emberek várnak, mert a sírást nevetéssé, a gyűlöletet szeretetté, a háborút békévé változtatja. Ez a kép összhangban van a bibliai messiási próféciákkal, ezért joggal feltételezhető, hogy a dal szövege Jézusra utal.
Fordítását Bradányi Iván készítette el 1976-ban az angol szöveg alapján, eredetileg Kovács Kati számára. Cserháti Zsuzsának, akinek épp akkor kisfia született, megtetszett a dal és elkérte Kovács Katitól 1977-ben. Ezt a felvételt a Magyar Rádió archívumában őrzik. Valamennyi hanglemezfelvétele később készült (új felvétel).

## Előadók
- Johnny Mathis (az ő előadásában lett közismert)
- Les Docteurs du Rythme
- The Seekers, Boney M., Kenny Rogers, Bing Crosby, Sarah Brightman, Charles Aznavour, Andrea Bocelli, Demis Roussos, Ajda Pekkan (török) ének
- Percy Faith, Paul Mauriat (zenekari)
- Mireille Mathieu (francia)[1]
- Michael Holm (Tränen lügen nicht)
- Karel Gott (cseh)
- Cserháti Zsuzsa
- Kovács Kati
- Zámbó Jimmy
- Różni Wykonawcy (lengyel)
- Vera Lynn (angol) – a dal címe: There Comes a Day – teljesen eltérő dalszöveggel, valószínűleg 1974-ből.

### Egyéb címváltozatok
Měl jsem rád a mám (Karel Gott)
Na nebi zaři hvězda
När ett barn ser dagens ljus
Oss barn er fætt (Ragnar Bjarnason)
Laps on sündinud (Maarja-Liis Ilus észt nyelven)
Tränen lügen nicht
Az ISWC nyilvántartásában 44 zeneszám szerepel azonos címmel (Soleado), különféle szerzőktől.

## Dalszöveg

### olasz
kezdő sorai:
Le rose blu non le ho viste mai
Che cosa è l’amore tu lo sai...
- vázlatos fordításban:

Mint a kék rózsa, amelyhez foghatót még sohase láttam
Olyan a szerelmem, és ez te vagy...

### angol
(Fred Jay):
A ray of hope flitters in the sky

A shiny star lights up way up high

All across the land dawns a brand new morn

This comes to pass when a child is born
A silent wish sails the seven seas

The winds have changed whisperin the trees

And the walls of doubt crumble tossed and torn

This comes to pass when a child is born
A rosy fume settles all around

You've got the feel you're on solid ground

For a spell or two no-one seems forlorn

This comes to pass when a child is born
(beszélve)
And all of this happened

Because whe world is waiting

Waiting for one child

Black, white, yellow, no one knows

But a child that would grow up and turn tears to laughter

Hate to love, war to peace

And everyone to everyone's neighbour

Misery and suffering would be forgotten forever
It's all a dream and illusion now

It must come true, sometimes soon somehow

All across the land dawns a brand new morn

This comes to pass when a child is born
All across the land dawns a brand new morn

This comes to pass when a child is born
When a child is born
A fentiek illusztrálják, hogy a magyar vers az angol eredeti alapján készült.

## Kiadások
- 1974 1C 006 17962 EMI Columbia, Odeon (szöveg nélkül)
- 1975 Ansonia SALP 1538
- 1978 SLPX 17571
- 1978 MK 17571 (kazettán)
- 1992 Édes kisfiam
- Mama (Dalok édesanyáknak) CD 4008l
- The best of... Életem zenéje 63222 Sony Music
- 2003 HCD 17571

## Felvételek
- Ciro Dammicco:  Soleado. Paul Mauriat  YouTube (2011. január 6.)  (Hozzáférés: 2017. március 23.) (audió)
- Ciro Dammicco–Fred Jay:  When a Child is Born. Johnny Mathis(en)  YouTube (2012. július 25.)  (Hozzáférés: 2017. március 23.) (videó)
- Ciro Dammicco–Bradányi Iván:  Édes kisfiam. Cserháti Zsuzsa  YouTube (2014. március 17.)  (Hozzáférés: 2017. március 23.) (audió, szöveg)
- Ciro Dammicco–Bradányi Iván:  Édes kisfiam. Kovács Kati  YouTube (2009. december 18.)  (Hozzáférés: 2017. március 23.) (videó)
- Ciro Dammicco–Bradányi Iván:  Édes kisfiam. Zámbó Jimmy  YouTube (2000)  (Hozzáférés: 2017. március 23.) (audió, képek, szöveg)